# Turiška vas na Pohorju
Turiška vas na Pohorju este o localitate din comuna Slovenska Bistrica, Slovenia, cu o populație de 74 de locuitori.